# Верса (Павија)
Верса је насеље у Италији у округу Павија, региону Ломбардија.
Према процени из 2011. у насељу је живело 25 становника. Насеље се налази на надморској висини од 259 м.